# Huis Akendam
Het Huis Akendam, ook wel kortweg Akendam genoemd was een buitenplaats in de Nederlandse stad Haarlem, gelegen aan de Kleverlaan, tussen de Middelweg en de Schoterweg, destijds bekend als de Heerenweg. In de 19e eeuw werd het terrein door de gemeente aangekocht en omgevormd tot een begraafplaats, die tegenwoordig bekendstaat als de Begraafplaats Kleverlaan.

## Geschiedenis
Op de plek van Akendam stond in de 17e eeuw het huis De Witte Valck, gelegen op een strategisch punt waar de Kleverlaan en de Heerenweg samenkwamen. Naast het huis bevonden zich een smidse en een wagenmakerij. Het huis wordt voor het eerst genoemd in een akte uit 1699, waarin het wordt omschreven als: "een huizing, erf, hooistal, koestal en tuin gelegen tussen de Heerenweg, de Kleverlaan en de Middelweg".
In 1771 was in De Witte Valck een herberg gevestigd, bestaande uit een groot woonhuis met meerdere vertrekken, een koestal voor 14 koeien, een paardenstal voor 12 paarden, een hooihuis en een uitgestrekte tuin. De eigenaar was toen Jacob de Groot, die het pand verwierf van de erfgenamen van Abraham van den Broek. In 1752 werd de herberg als “bekend en neringrijk” omschreven. Rond 1783 kwam het pand in handen van Albert Meijer, die het herbestemde tot buitenhuis. Na zijn faillissement werd het in 1804 verkocht aan Maria Penninck Hoofd, weduwe van Dr. Arnoldus Penninck.
In 1806 droeg zij het bezit over aan haar zoon Arnoldus Martinus Penninck Hoofd, die omliggende gronden verwierf en de naam Huys Akendam introduceerde — vernoemd naar de ambachtsheerlijkheid Akendam, die al sinds 1395 bestond als een van de zeven heerlijkheden van Schoten. Hij bouwde een koepel en maakte van zijn buitenplaats een ontmoetingsplek voor intellectuelen en kunstenaars, waaronder leden van het Haarlemse schildersgenootschap Pictura. Hij overleed op 1 juni 1818, op 38-jarige leeftijd. Zijn weduwe, Amy May van Vollenhoven, hertrouwde eind 1819 met tuinarchitect Jan David Zocher jr., eigenaar van de nabijgelegen buitenplaats Rozenhagen. Bij een boedelscheiding in 1826 werd Akendam aan Amy May toegewezen.
In 1828 kocht de gemeente Haarlem het landgoed voor 9000 gulden van Amy May, op voorspraak van Zocher, die op dat moment als gemeentelijk tuinarchitect actief was. De aankoop had te maken met de urgente behoefte aan een nieuwe begraafplaats buiten de stadsmuren, naar aanleiding van het koninklijk besluit van 1827. Dit besluit verbood het begraven binnen de bebouwde kom, waardoor onder andere het Noorderkerkhof en Zuiderkerkhof moesten worden gesloten. Bij de verkoop stelde Amy May als voorwaarde dat de koepel van het huis zou worden afgebroken. Het resterende deel bleef nog decennia staan en werd opgenomen in het begraafplaatscomplex; een gebouw langs de Schoterweg deed dienst als beheerderswoning.
De begraafplaats werd door Jan David Zocher jr. aangelegd in de Engelse landschapsstijl, met slingerende paden en waterpartijen die zorgden voor een rustige en natuurlijke sfeer. Enkele oude boompartijen herinneren nog aan het vroegere karakter van de buitenplaats. Op 1 juli 1832 vond hier de eerste begrafenis plaats. In 1887 werd de begraafplaats naar het noorden uitgebreid onder leiding van zijn zoon Louis Paul Zocher. In 1916 volgde een nieuwe uitbreiding richting het westen, naar ontwerp van Leonard Anthony Springer.
De beheerderswoning, het laatste overblijfsel van de buitenplaats, werd in 1929 gesloopt vanwege de verbreding van de Schoterweg en de Rijksstraatweg richting Alkmaar. Op 8 januari 1930 werd een vergunning afgegeven voor de bouw van een nieuw woonhuis aan die verbrede weg.
Akendam · Duinvliet · Bosch en Vaart · Bos en Hoven · Bellevue · Buitenrust · Eindenhout · Garen Rust · Groen en Hout · Groenlust · Hogerwoerd · Hout en Baan · Huisduinen · Klein Rustenburg · Het Klooster · Koningstein · Lustrust · Lystar · Meervliet · Memorandum · Middelhout · Middellaan · Nijverveld · Oostenhout · Oosterhout · Oosterspaarne · Overhout · Overton · Rosehaghe · Rozenhagen · Ruhe Orth · Spaar en Hout · Spaarenhoven · Spaarenlommer · Spaarenoog · Spaarenvreugd · Spaarnberg · Spruit en Bosh · Uyt den Bosch · Vaartzicht · Veldlust · Vlietzorg · Vredenburgh · Vredenhof · Welgelegen · Westerhout · Zomerlust · Zorgvrij · Zuiderhout · Zwanenburg